# 島田洸也
島田 洸也（しまだこうや、1987年10月9日 - ）は、日本の引退したシュートボクサーである。東京都出身、シーザー力道場所属。